# مجدالدین اسماعیل بن علی خنجی
مولانا مجدالدین اسماعیل بن علی خنجی فرزند قاضی زین الدین علی بن روز بهان بن محمد خنجی یکی از علمای بزرگ و نامی قرن هشتم بود. که اهل شهر خنج بودند. پدرش قاضی زین الدین علی نیز از علمای بنام زمان خویش به‌شمار می‌رفت.
مجدالدین عمر خود را در شیراز به شغل قضاوت و تدریس و تألیف گذرانیده تا اینکه در سال ۷۴۴ هجری قمری در شیراز وفات یافت و در مدرسهٔ سامیه و در جوار پدرش به خاک سپرده شد.
آثار: المقتصر فی شرح المختصر، رساله در معنی قول، رساله المنظومه (در حلال و حرام)، الفکوک فی رفع الشکوک، عمده السائل فی دفع الضائل.